# Đại tá Quân đội nhân dân Việt Nam
Đại tá Quân đội nhân dân Việt Nam là quân hàm sĩ quan cao cấp dưới cấp tướng lĩnh và là cấp bậc sĩ quan cấp tá cao nhất trong Quân đội nhân dân Việt Nam với cấp hiệu 4 ngôi sao vàng, 2 vạch vàng.
Theo Luật sĩ quan Quân đội nhân dân Việt Nam (1999) thì Đại tá là bậc quân hàm cao nhất của sĩ quan giữ chức vụ Sư đoàn trưởng, Chỉ huy trưởng Bộ Chỉ huy Quân sự cấp tỉnh, thành phố và tương đương, do Bộ trưởng Bộ Quốc phòng ký quyết định phong. Đại tá của Quân đội nhân dân Việt Nam trên Thượng tá (3 sao, 2 vạch) và dưới Thiếu tướng (1 sao).

## Lịch sử
Sau khi Cách mạng Tháng Tám thành công, chính quyền Việt Nam Dân chủ Cộng hòa được thành lập. Một trong những mối quan tâm của chính quyền Việt Nam non trẻ là xây dựng một lực lượng quân đội quốc gia để bảo vệ thành quả nền độc lập vừa giành được. Ngày 22 tháng 4 năm 1946, Sắc lệnh số 33/SL được ban hành, ấn định các cấp bậc, quân phục, phù hiệu, cấp hiệu cho lục quân của toàn quốc. Theo đó, cấp Đại tá được xếp là cấp cao nhất của sĩ quan bậc Tá, chỉ dưới bậc Tướng; đồng thời cũng quy định chức vụ chỉ huy của sĩ quan cấp Đại tá là Đại đoàn trưởng hoặc Sư đoàn phó. Cấp hiệu Đại tá cũng được quy định là 3 lon vàng và 1 sao vàng trên nền đỏ.

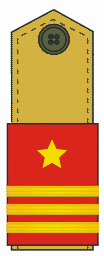
Quân hàm Đại tá (1946-1958)

Sau khi chiến tranh bùng nổ, chính phủ Việt Nam Dân chủ Cộng hòa rút về các chiến khu để tiếp tục chỉ đạo kháng chiến. Ngày 15 tháng 2 năm 1948, Sắc lệnh số 131/SL được ban hành, theo đó, cấp bậc Đại tá được phân thành 2 hạng: hạng Nhất và hạng Nhì. Bốn ngày sau, 7 cán bộ quân sự được phong quân hàm Đại tá hạng Nhất gồm Vũ Hiển – Trưởng phòng Tác chiến kiêm quyền Tổng tham mưu phó; Phạm Trinh Cán – quyền Cục trưởng Cục Quân pháp; Vũ Văn Cẩn – Cục trưởng Cục Quân y; Trần Dụ Châu – Cục trưởng Cục Quân nhu; Lê Khắc – Cục trưởng Cục Công binh; Phan Tử Lăng – Cục trưởng Cục Quân chính; và Hoàng Minh Thảo – Tư lệnh phó Liên khu 3.
Giai đoạn 1982 - 1992 quân hàm Thượng tá bị bãi bỏ trong hệ thống quân hàm của Quân đội nhân dân Việt Nam, theo đó những sĩ quan cấp Thượng tá được mặc nhiên nâng thành Đại tá với quân hàm có 3 sao, 2 vạch. 
Từ năm 1992 quân hàm Thượng tá được khôi phục, theo đó quân hàm Đại tá trở lại với 4 sao, 2 vạch.
Theo Luật sĩ quan Quân đội nhân dân Việt Nam (năm 1999) thì Đại tá là bậc quân hàm cao nhất của quân nhân giữ chức vụ Sư đoàn trưởng, Tỉnh đội trưởng và tương đương, do Bộ trưởng Bộ Quốc phòng ký quyết định phong. Đại tá của Quân đội nhân dân Việt Nam trên Thượng tá (3 sao, 2 vạch) và dưới Thiếu tướng (1 sao).

Quân hàm Đại tá Quân đội nhân dân Việt Nam hiện nay
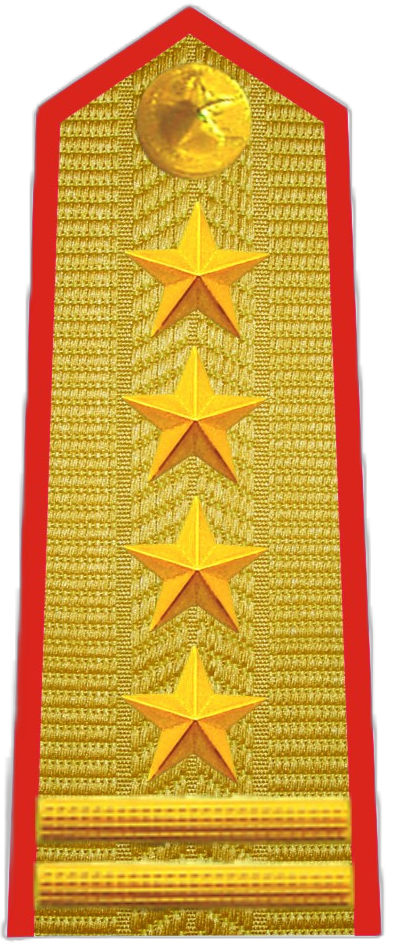
Quân hàm Đại tá Lục quân nhân dân Việt Nam
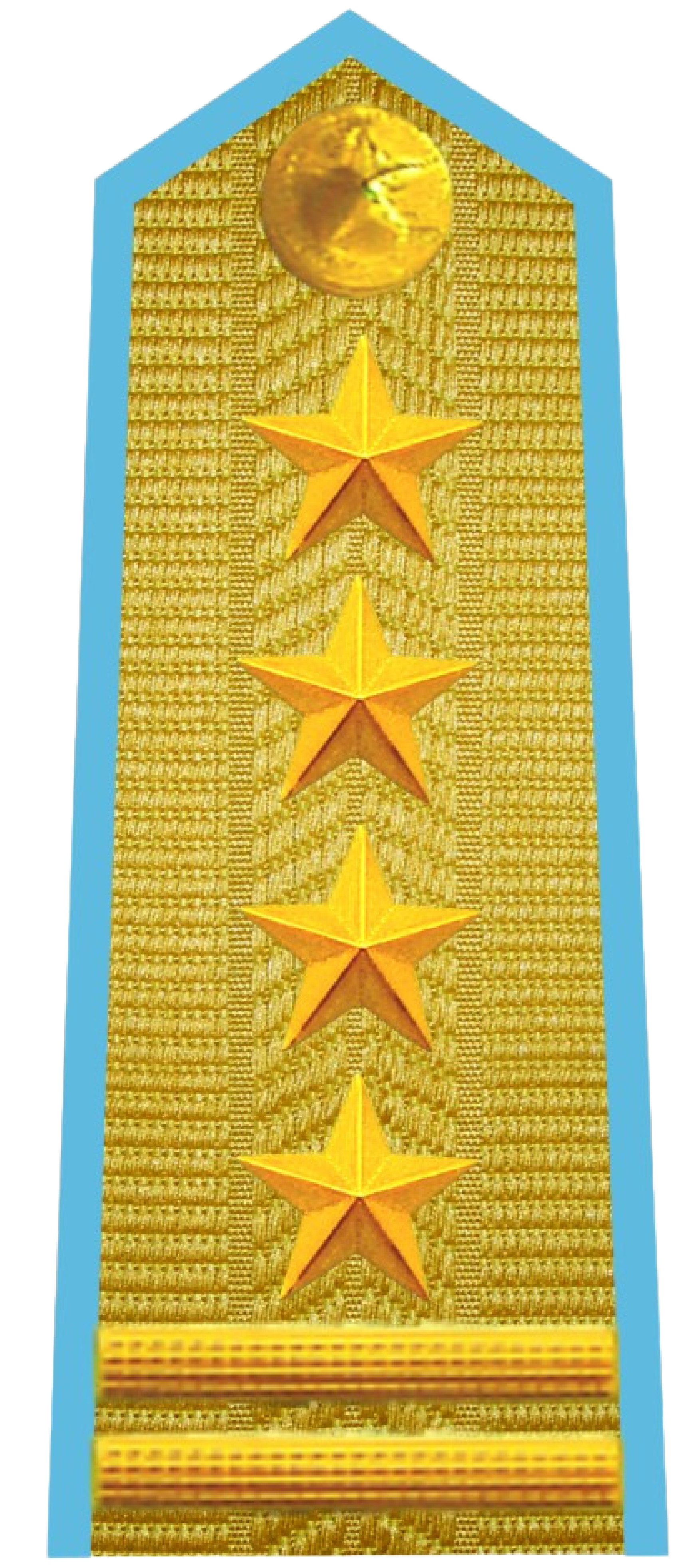
Quân hàm Đại tá Không quân nhân dân Việt Nam
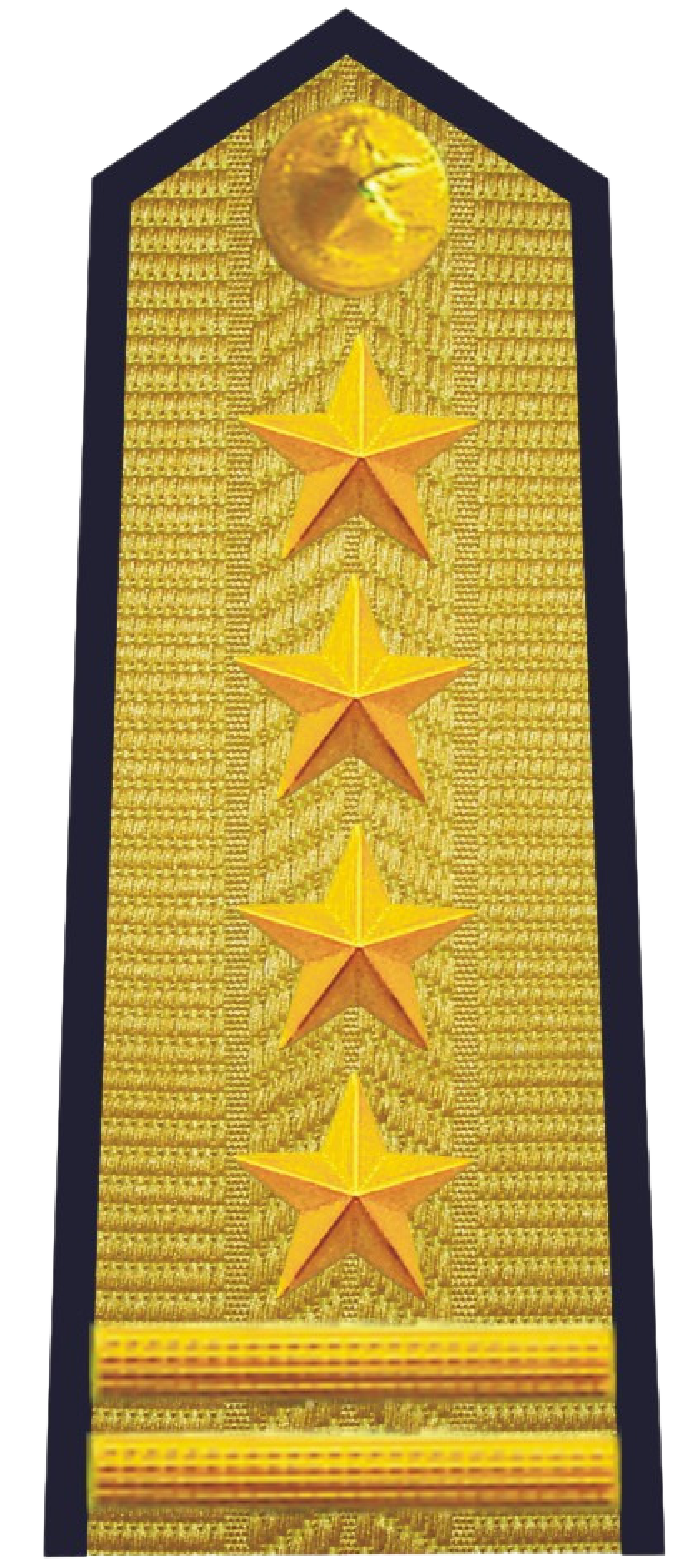
Quân hàm Đại tá Hải quân nhân dân Việt Nam
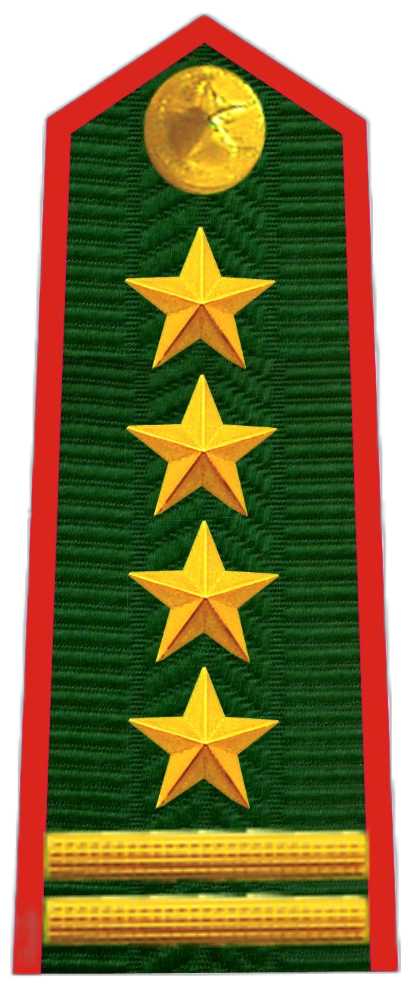
Quân hàm Đại tá Bộ đội Biên phòng Việt Nam
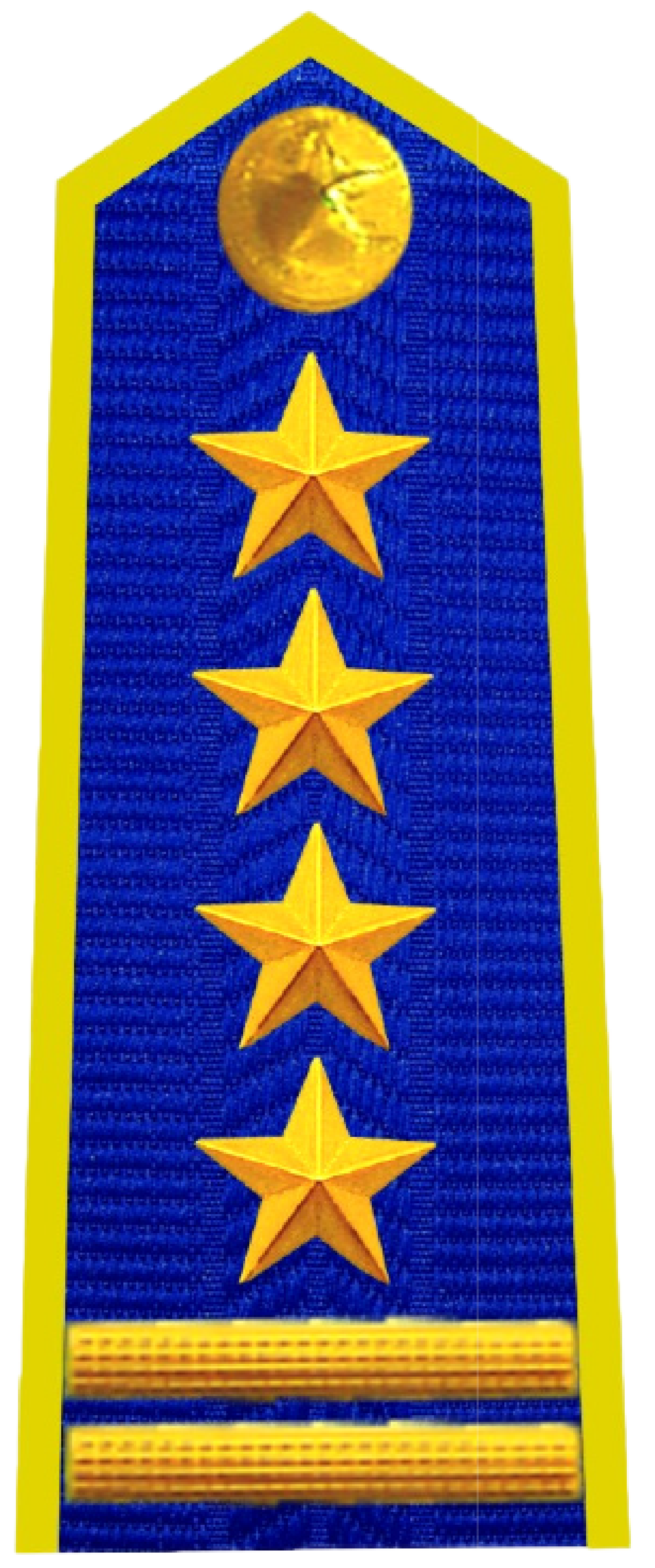
Quân hàm Đại tá Cảnh sát biển Việt Nam

## Phong hàmĐại táđầu tiên

Đại tá Vũ Đình Huỳnh (ngoài cùng bên phải, đội mũ ca lô) đi cùng phái đoàn tháp tùng Chủ tịch Hồ Chí Minh tham dự Hội nghị Fontainebleau 1946 ở Pháp, trên cương vị là tùy viên quân sự.

Theo các hồi ức, người Việt Nam đầu tiên được phong quân hàm sĩ quan Đại tá là ông Vũ Đình Huỳnh. Ông được đặc cách phong cấp bậc này trên cương vị là tùy viên quân sự tháp tùng Chủ tịch Chính phủ Hồ Chí Minh sang Pháp dự Hội nghị Fontainebleau 1946.
Tháng 5/1946, khi Chủ tịch Hồ Chí Minh chuẩn bị sang Pháp tham dự Hội nghị Fontainebleau 1946, ông Vũ Đình Huỳnh được theo hộ tống trong bộ quân phục với cấp hiệu Đại tá giống như quân hàm của Pháp cốt để phía Pháp dễ nhận ra.
Nguyên do là trước ngày lên đường, trong một buổi họp Chính phủ, Chủ tịch Hồ Chí Minh giới thiệu: "Anh Vũ Đình Huỳnh, thư ký riêng của tôi. Trước đây ta phong cho Huỳnh chức Đại úy, đi đường gặp quan Tư Pháp phải chào, nay tôi nhân danh Chính phủ phong cho anh Huỳnh chức Đại tá, như thế anh Huỳnh sẽ chỉ phải chào có một Salan thôi!". Do Bác biết tướng Raoul Salan cùng các sĩ quan tùy tùng của ông ta tháp tùng Bác sang Pháp, nếu trong đoàn không có một sĩ quan cấp bậc khá một chút thì bên ta yếu thế nên mới sắc phong ông Huỳnh như vậy.

## Chức vụ được phong quân hàm Đại tá
- Bài chi tiết: Chức vụ Quân đội nhân dân Việt Nam

Trong Quân đội nhân dân Việt Nam, Đại tá thường đảm nhiệm các chức vụ: 
- Phó Tư lệnh; Tham mưu trưởng Bộ Tư lệnh Bảo vệ Lăng Chủ tịch Hồ Chí Minh.
- Phó Tư lệnh; Tham mưu trưởng: Vùng Hải quân, Vùng Cảnh sát biển.
- Phó Tư lệnh, Tham mưu trưởng các Quân đoàn, Binh đoàn, Binh chủng.
- Chỉ huy trưởng; Chính ủy: Bộ Chỉ huy quân sự cấp tỉnh, thành phố trực thuộc Trung ương; Bộ Chỉ huy Bộ đội Biên phòng cấp tỉnh, thành phố trực thuộc Trung ương.
- Sư đoàn trưởng; Chính ủy Sư đoàn; và chức vụ, chức danh tương đương.
- Lữ đoàn trưởng; Chính ủy Lữ đoàn; và chức vụ, chức danh tương đương.

## Các cấp bậc dướiĐại tá
- Bài chi tiết: Quân hàm Quân đội nhân dân Việt Nam

Trong hệ thống quân hàm Quân đội nhân dân Việt Nam, các cấp bậc sĩ quan, hạ sĩ quan, chiến sĩ dưới Đại tá gồm:
|                          | Sĩ quan   | Sĩ quan  | Sĩ quan  | Sĩ quan | Sĩ quan   | Sĩ quan  | Sĩ quan  | Hạ sĩ quan | Hạ sĩ quan | Hạ sĩ quan | Chiến sĩ  | Chiến sĩ | Học viên |
| ------------------------ | --------- | -------- | -------- | ------- | --------- | -------- | -------- | ---------- | ---------- | ---------- | --------- | -------- | -------- |
| Lục quân                 |           |          |          |         |           |          |          |            |            |            |           |          |          |
| Hải quân                 |           |          |          |         |           |          |          |            |            |            |           |          |          |
| Phòng không - Không quân |           |          |          |         |           |          |          |            |            |            |           |          |          |
| Bộ đội Biên phòng        |           |          |          |         |           |          |          |            |            |            |           |          |          |
| Cảnh sát biển            |           |          |          |         |           |          |          |            |            |            |           |          |          |
| Cấp bậc                  | Thượng tá | Trung tá | Thiếu tá | Đại úy  | Thượng úy | Trung úy | Thiếu úy | Thượng sĩ  | Trung sĩ   | Hạ sĩ      | Binh nhất | Binh nhì | Học viên |
| Mã hàm NATO              | OF-5      | OF-4     | OF-3     | OF-2    | OF-1      | OF-1     | OF-1     | OR-8       | OR-6       | OR-4       | OR-2      | OR-1     | OF(D)    |

## Các Đại tá Quân đội nhân dân Việt Nam tiêu biểu

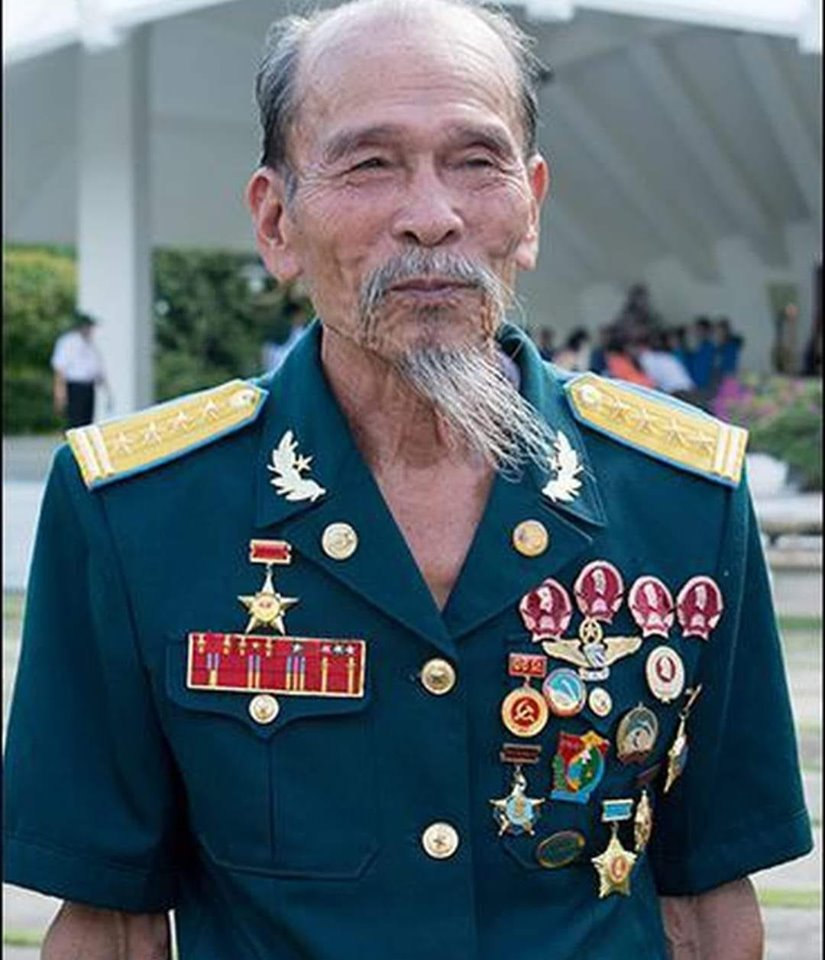
Chân dung Anh hùng lực lượng vũ trang nhân dân, Đại tá Nguyễn Văn Bảy, Phó Tham mưu trưởng Quân chủng Phòng không – Không quân Việt Nam

### Quân sự
- Hoàng Đạo Thúy, Tư lệnh đầu tiên của Binh chủng Thông tin Liên lạc.
- Trần Công An, Anh hùng Lực lượng vũ trang nhân dân.
- La Văn Cầu, Anh hùng Lực lượng vũ trang nhân dân.
- Nguyễn Văn Bảy, Anh hùng Lực lượng vũ trang nhân dân, 1 trong 19 phi công Việt Nam đạt cấp "Ace" trong kháng chiến chống Mỹ.
- Nguyễn Thành Trung, phi công ném bom Dinh Độc Lập.
- Nguyễn Văn Tàu, tình báo.
- Lê Hữu Thúy, tình báo.
- Phùng Văn Khầu, Anh hùng Lực lượng vũ trang nhân dân.
- Phạm Ngọc Thảo, tình báo.
- Bùi Quang Thận, người đầu tiên cắm lá cờ chiến thắng của Mặt trận Dân tộc Giải phóng miền Nam Việt Nam trên nóc dinh Độc Lập vào lúc 11 giờ 30 phút ngày 30 tháng 4 năm 1975.
- Đặng Tính, Chính ủy Binh đoàn Trường Sơn.
- Vũ Huy Lễ, Thuyền trưởng tàu HQ-505.

### Chính trị
- Vũ Đình Huỳnh, người được phong hàm Đại tá đầu tiên, nguyên Bí thư cho Chủ tịch Hồ Chí Minh.
- Hà Văn Lâu, Thứ trưởng Bộ Ngoại giao.
- Nguyễn Bắc Son, cựu Bộ trưởng Bộ Thông tin và Truyền thông (2011-2016).
- Bùi Tín, một nhân vật bất đồng chính kiến người Việt, từng là Phó Tổng biên tập của báo Nhân dân.
- Trần Dụ Châu, nguyên Cục trưởng Cục Quân nhu, bị xử tử hình trong vụ án tham nhũng nổi tiếng năm 1950 trong Chiến tranh Đông Dương.

### Văn học
- Chu Lai, nhà văn.
- Nguyên Ngọc, nhà văn.
- Xuân Thiều, nhà văn, nhà thơ Việt Nam, nguyên Đại tá, Phó Tổng biên tập tạp chí Văn nghệ Quân đội.
- Chính Hữu, nhà thơ Việt Nam.

### Nghệ thuật
- Tự Long, nghệ sĩ hài, Phó Giám đốc Nhà hát Chèo Quân đội.
- Doãn Nho, nhạc sĩ.
- Thuận Yến, nhạc sĩ.
- Đinh Ngọc Liên, nhạc sĩ.
- Quốc Trị, diễn viên điện ảnh.

### Y học
- Nguyễn Văn Nhân, bác sĩ.

### Thể thao
- Hoàng Xuân Vinh, xạ thủ, người mang về tấm huy chương vàng đầu tiên cho Việt Nam tại Thế vận hội Mùa hè 2016.